# Mario Galeota
Mario Galeota (Nápoles, c. 1499-íd., 1582) fue un poeta y noble napolitano perseguido por la Inquisición romana como adepto a las doctrinas del hereje español Juan de Valdés.

## Biografía
Su padre Giovanni Bernardino era señor de Monasterace (Calabria). Completó estudios de ingeniería militar, matemáticas y literatura. Fue amigo del poeta toledano Garcilaso de la Vega, quien le dedicó su soneto "Mario, el ingrato Amor, como testigo...." desde Goleta (Túnez), contándole que fue herido en una mano, y su "Canción V.ª a la flor de Gnido", compuesta para facilitar la relación de Galeota con la dama napolitana Violante Sanseverino. Asistió desde 1537 al cenáculo del evangélico conquense Juan de Valdés y fue uno de sus partidarios más apasionados. Él personalmente contrató a dos escribas, el bresciano Giusto Seriato y luego el español Juan de Miero, con el propósito de copiar las obras de Valdés para difundirlas por Italia, y viajó en 1538 a Florencia para difundirlas.
A partir de 1548 Galeota fue investigado por herejía y durante el papado de Paulo IV fue detenido en las cárceles de la Inquisición (el embajador veneciano Bernardo Navagero informó al Senado de su detención el 23 de mayo de 1556). A la muerte de Paulo IV, el 18 de agosto de 1559, los romanos asaltaron el palacio de la Inquisición y liberaron a los prisioneros. A diferencia de otros compañeros de prisión, como Bartolomeo Spadafora, Galeota no abandonó Roma, y eso fue considerado circunstancia atenuante. Bajo el papado de Pío IV, abjuró y la persecución en su contra terminó. La sentencia de cinco años de prisión impuesta por Pío V le fue descontada y en 1567, alejado ya de las discusiones religiosas y de la propaganda activa, no tuvo más problemas con la Inquisición. Murió muy viejo en 1585.